# Горгона (фильм, 1964)
«Горгона» (англ. The Gorgon ) — британский фильм ужасов 1964 года, снятый режиссёром Теренсом Фишером.

## Сюжет
Над деревней Вандорф тяготеет древнее проклятие. Однако жители стараются делать вид, что ничего не происходит. Берлинский профессор Юлий Хайц, сына которого обвинили в смерти местной девушки Саши, решает разобраться в произошедшем. Тем более, что обстоятельства гибели Саши весьма необычны — она обратилась в камень. Профессор пытается расследовать дело, с этой целью он идёт в заброшенный замок, где встречает чудовище, чей взгляд убивает и его. Перед смертью Хайц успевает написать письмо своему второму сыну Паулю.
Молодой человек начинает собственное расследование, однако так же становится жертвой чудовища. Но ему всё-таки удаётся выжить, однако внешне он резко стареет. Тем не менее Пауль не отказывается от расследования — он раскапывает могилу своего отца и обнаруживает там окаменевшее тело. За помощью Хайц обращается к лейпцигскому профессору Майстеру. Они решают исследовать версию о нахождении в окрестностях деревни одной из сестёр-горгон.
Майстер выкрадывает у доктора Намароффа историю болезни его ассистентки Карлы Хоффман. Он выясняет, что у девушки в полнолуние периодически возникают приступы амнезии, с другой стороны в эти же даты и случались приступы нападения горгоны. Пауль, влюблённый в Карлу, пытается помочь ей бежать, однако эта ночь полнолуния, так что девушка просто исчезает. Несмотря на запрет профессора, молодой человек отправляется на поиски Карлы. Он идёт в замок, однако встречает там Намароффа, вооружённого саблей. Между ними происходит схватка, и в этот момент здесь же появляется горгона. Случайно взглянув на неё, доктор превращается в камень. Горгона пытается загипнотизировать и Пауля, но ему приходит на помощь профессор Майстер, который отрубает ей голову.

## В ролях
- Кристофер Ли — профессор Карл Майстер
- Питер Кушинг — доктор Намарофф
- Ричард Паско[англ.] — Пауль Хайц
- Барбара Шелли[англ.] — Карла Хоффман, ассистентка Намароффа
- Майкл Гудлифф[англ.] — профессор Юлий Хайц
- Патрик Траутон — инспектор Каноф
- Джек Уотсон[англ.] — Ратофф, смотритель лечебницы
- Джозеф О’Конор[англ.] — коронер
- Редмонд Филлипс[англ.] — Ханс, лакей
- Джереми Лонгхерст — Бруно Хайц
- Тони Джилпин — Саша Касс
- Джойс Хемсон — Марта, безумная женщина
- Алистер Уильямсон[англ.] — Янус Касс
- Майкл Пик — констебль
- Сэлли Несбитт — медсестра
- Пруденс Химэн[фр.] — горгона

## Интересные факты
Автором пейзажей в фильме был художник Рэй Кэйпл, причём одну из его работ можно заметить, как минимум, ещё в 3 трёх хаммеровских фильмах, в частности, в качестве лаборатории-мельницы в начале «Зле Франкенштейна».
Кристофер Ли в интервью программе «100 лет ужаса», коснувшись «Горгоны», отметил, что сам фильм пытался создать нового монстра-женщину из произведений классики, но  из-за низкого качества грима и спецэффектов главное зрелище - образ Горгоны и трансформации её отрубленной головы - выглядели неубедительно: «Будучи в равной степени детективом, любовной историей и готическим ужасом, этот фильм стал одной из самых атмосферных лент Хаммер. В фильме сама Горгона все время оставалась в тени, но, к сожалению, в кульминации, она вышла на свет. В то время бюджет фильма не был рассчитан на такие спецэффекты, как «волосы из змей». Тот же монстр казался удивительно живым в Битве Титанов, благодаря гению спецэффектов Рэю Харрихаузену: там змеи действительно двигались».

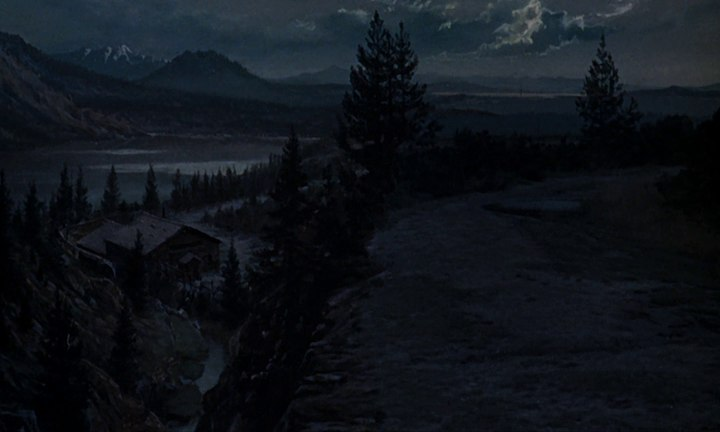
Пейзаж Рэя Кэйпла из фильма «Горгона», который был использован ещё в трёх фильмах студии Hammer